# Хурзук
Хурзу́к (карач.-балк.  Хурзук — аул в Карачаевском районе Карачаево-Черкесии.
Образует муниципальное образование Хурзукское сельское поселение как единственный населённый пункт в его составе.

## География
Расположен в западном Приэльбрусье, при слиянии рек Уллухурзук с р. Уллу-Кам (в верховьях Кубани).

## История

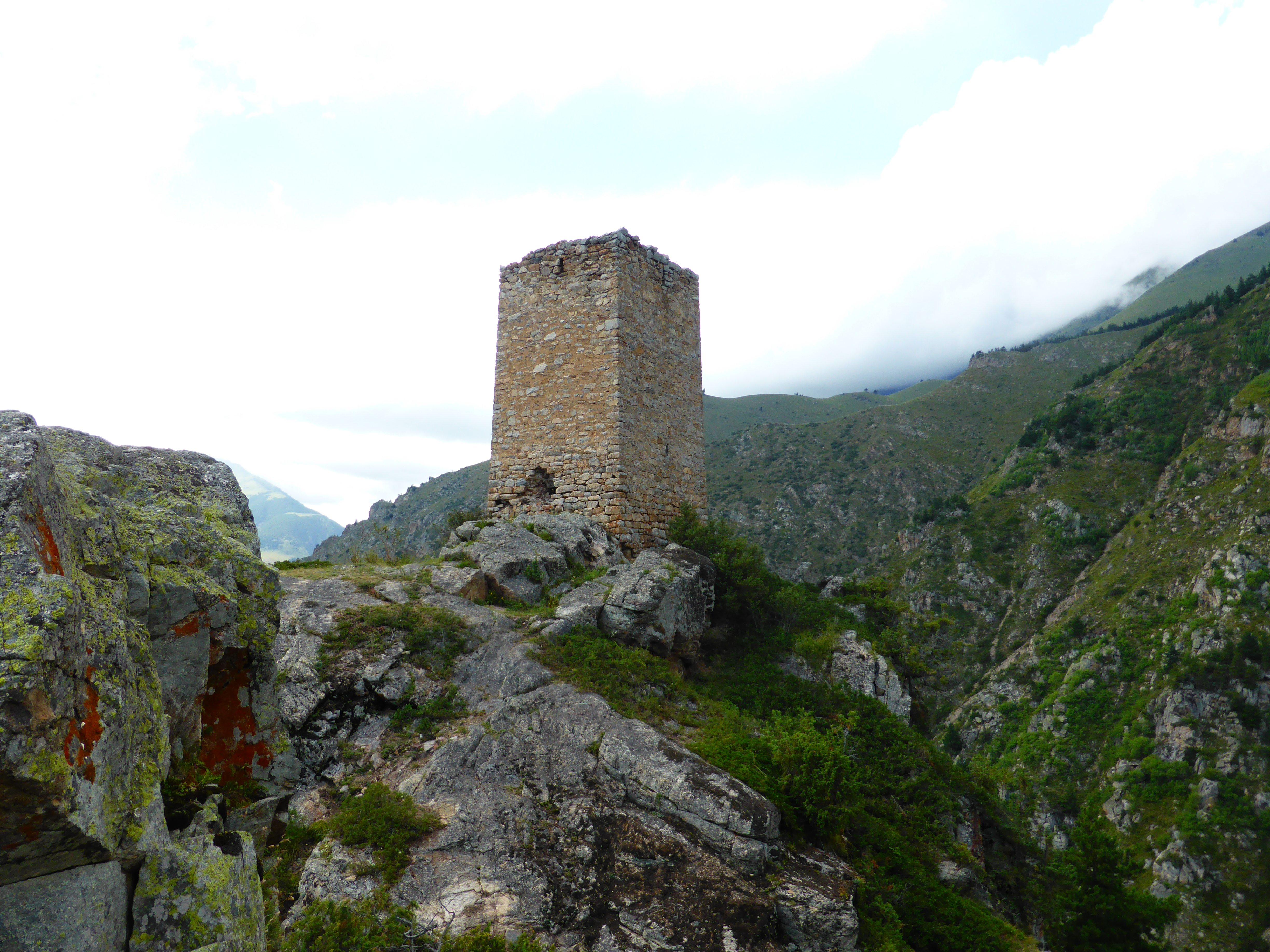
Башня XIV века около Хурзука

Рядом с селом расположена боевая башня «Мамия-кала» — памятник архитектуры XIV века.
В 1957 году после возвращения карачаевского народа из депортации указом Президиума Верховного Совета РСФСР селу Зедваки  возвращено название Хурзук.

## Население
| 2002  | 2010  | 2012  | 2013  | 2014  | 2015  | 2016  |
| ----- | ----- | ----- | ----- | ----- | ----- | ----- |
| 1277  | ↗1381 | ↗1418 | ↗1555 | ↘1538 | ↘1505 | ↘1481 |
| 2017  | 2018  | 2019  | 2020  | 2021  | 2023  | 2024  |
| ↘1450 | ↘1426 | ↘1418 | ↗1430 | ↗1440 | ↘1428 | ↘1401 |
| 2025  |       |       |       |       |       |       |
| ↗1412 |       |       |       |       |       |       |

## Люди, связанные с аулом
- Байрамуков, Джатдай Каитбиевич — Герой Первой мировой войны, полный Георгиевский кавалер.
- Байрамукова, Халимат Башчиевна — поэт, прозаик, драматург.
- Касаев, Осман Мусаевич — Герой Советского Союза.
- Магометов, Солтан Кеккезович — советский военачальник, дипломат, генерал-полковник, участник четырёх войн.
- Семёнов, Владимир Магомедович — генерал армии, президент Карачаево-Черкесской Республики в 1999—2003 годах.
- Узденов, Альберт Магометович — поэт, прозаик, драматург, певец, композитор.